# Laos na Letnich Igrzyskach Olimpijskich 2004
Laos na Letnich Igrzyskach Olimpijskich 2004 reprezentowało 5 sportowców.

## Skład kadry

### Lekkoatletyka
Mężczyźni:
- Chamleunesouk Ao Oudomphonh – bieg na 100 m – Runda 1: 11.30 s

Kobiety:
- Philaylack Sackpraseuth – bieg na 100 m – Runda 1: 13.42 s

### Łucznictwo
Mężczyźni:
- Phoutlamphay Thiamphasone – 64 miejsce

### Pływanie
Mężczyźni:
- Bounthanom Vongphachanh
  - 50 m st. dowolnym – kwalifikacje: 28.17 s

Kobiety:
- Vilayphone Vongphachanh
  - 50 m st. dowolnym – kwalifikacje: 36.57 s